# Субраманіам Сатхасівам
Субраманіам Сатхасівам (малай. Subramaniam Sathasivam, там. சுப்ரமணியம்) , нар. 1 квітня 1953) — малайзійський лікар і політик, який обіймав посаду міністра охорони здоров'я з травня 2013 по травень 2018 року, міністра людських ресурсів з березня 2008 по травень 2013 року, парламентського секретаря в міністерстві житлового будівництва та місцевого самоврядування з 2004 по 2008 рік, та депутата парламенту від виборчого округу Сегамат з березня 2004 по травень 2018 року. Він є членом Малайзійського індійського конгресу, складової частини коаліції Барісан Насіонал, і був виконуючим обов'язки президента Малайзійського індійського конгресу з червня 2013 року по червень 2015 року, та постійним президентом Малайзійського індійського конгресу з червня 2015 по липень 2018 року. Він був одним із двох міністрів індійського походження та одним із трьох кандидатів від Малайзійського індійського конгресу, які зберегли місця в парламенті на загальних виборах 2008 року.

## Ранні роки життя і навчання

Субраманіам та його дружина С. Умарані

Субраманіам народився 1 квітня 1953 року в родині Сатхасівама, помічника реєстратора профспілкової організації. Початкову освіту він отримав у безкоштовній школі Пінанга. Він отримав ступінь бакалавра медицини та бакалавра хірургії в Національному університеті Сінгапуру у 1978 році. Після закінчення університету Субраманіам повернувся до Малайзії, та працював у державній районній лікарні в Тайпінгу в штаті Перак. Пізніше Субраманіам переїхав з Тайпінгу до Тангкака в штаті Джохор, а потім до Малакки, де в 1985 році відкрив свою приватну практику.
Субраманіам за спеціальністю є дерматологом. Він продовжував свою медичну практику, займаючись дерматологією, та отримав диплом з дерматології з відзнакою в Уельському університеті у Великій Британії в 1994 році, та отримав диплом Королівського коледжу лікарів в Ірландії в 1998 році. У 1992—1994 роках Субраманіам був президентом Малаккського відділення Малазійської медичної асоціації. Субраманіам одружений на С. Умарані.

## Урядова кар'єра

### Міністр охорони здоров'я
Після виборів 2013 року Субраманіам став міністром охорони здоров'я. Він повернувся до міністерства, де спочатку був простим службовцем, і при вступі на посаду назвав профілактику здоров'я та обізнаність населення з проблемами охорони здоров'я пріоритетними у своїй діяльності. Субраманіам працював над розробкою плану трансформації охорони здоров'я для вирішення проблем і потреб країни, зосереджуючись на підвищенні обізнаності громадськості щодо питань охорони здоров'я, зокрема раннього виявлення та профілактики захворювань.
Під час свого перебування на посаді міністра Субраманіам підтримував ініціативи щодо здоров'я ротової порожнини в Малайзії, наголошуючи на інтеграції зміцнення здоров'я ротової порожнини до загального стану здоров'я. Він брав участь у місцевих і міжнародних подіях, пов'язаних зі здоров'ям ротової порожнини. Субраманіам працював над підтримкою відносин міністерства з групами медичних працівників для покращення загального рівня охорони здоров'я в Малайзії.

#### Національна премія до дня донорства крові

Національна премія до дня донорства крові

Під час святкування Дня донорства крові на національному рівні та святкової ночі 2017 року Субраманіам від імені міністерства охорони здоров'я та уряду Малайзії подякував донорам крові за їх внесок у програму Національного центру крові. У 2016 році Національний центр крові отримав 693608 пакетів крові, з них 68,1 % від повторних донорів і 31,9 % від нових донорів. Субраманіам закликав тих, хто ще не приєднався до донорства, брати в ньому участь, зазначивши збільшення кількості жінок-донорів на 30 %. Він також підкреслив значення «Системи запасів крові», яка використовується для моніторингу за запасами крові та визначення місцевостей з дефіцитом для пришвидшення передачі запасів з інших місць.

#### Міжнародна конференція з медичного обладнання 2017 року

Міжнародна конференція з медичного обладнання 2017 року

Субраманіам очолив міжнародну конференцію з медичного обладнання 2017 року. Ця конференція мала на меті провести форум для регуляторів, установ, постачальників, дослідницьких інститутів та зацікавлених сторін для обговорення нормативних документів щодо медичних пристроїв, їх якості та безпеки. Він брав участь у діалогових сесіях під час конференції, ставив запитання, та брав участь у дискусіях.

#### Здорова малайзійська тарілка з половинкою і четвертинками

Здорова малайзійська тарілка з половинкою і четвертинками

Субраманіам пропагував навики здорового харчування, щоб зменшити ризик неінфекційних захворювань, пов'язаних із харчуванням. Він представив «Малайзійську здорову тарілку» з концепцією «половини і четвертинами»: четвертина тарілка вуглеводів, четвертина тарілка білка, та половина тарілки фруктів і овочів. Ця ініціатива була спрямована на вирішення проблеми ожиріння, та пов'язаних із ним проблем зі здоров'ям.

### Міністр людських ресурсів
Субраманіам обіймав посаду міністра людських ресурсів з 18 березня 2008 року по 5 травня 2013 року. Він займався безробіттям, добробутом незареєстрованих працівників, проблемами, з якими стикаються некваліфіковані працівники, і розвитком людських ресурсів. Його призначення вважалося потенційно вигідним для груп населення з низьким рівнем доходу, зокрема для індійців. Він заявив, що вирішення питань працевлаштування в Індії стало причиною, чому Малайзійський індійський конгрес отримав портфель міністра людських ресурсів. Він процитував прем'єр-міністра Абдуллу Ахмада Бадаві:
«Прем'єр-міністр сподівається, що питання, пов'язані з безробіттям, малою кількістю зареєстрованих у навчальних закладах і важким становищем робітників нерухомості серед індійської громади, можна буде ефективно вирішити через міністерство»
Оригінальний текст (англ.)
The Prime Minister is hopeful that issues related to unemployment, low numbers enrolled in skills' training institutes and the plight of estate workers among the Indian community can be effectively addressed through the ministry
Помітний внесок Субраманіама в розвиток системи трудових відносин включало впровадження закону про мінімальну заробітну плату, та підвищення пенсійного віку з 55 до 60 років.

### Президент Малайзійського індійського конгресу
Субраманіам обіймав посаду виконуючого обов'язки президента Малайзійського індійського конгресу з 25 червня 2014 року по 25 червня 2015 року, до того, як був офіційно обраний дев'ятим президентом Малайзійського індійського конгресу, і працював на цій посаді до липня 2018 року.

#### Малайзійський індійський план

Малайзійський індійський план

Як президент Малайзійського індійського конгресу, Субраманіам розробив національний проєкт для індійської громади Малайзії, ініціативу прем'єр-міністра Наджиба Разака. Проєкт, який став частиною 11-го плану Малайзії, стосувався таких сфер, як освіта, підприємництво, житло, працевлаштування, документація, торгівля та соціальний розвиток. Він мав на меті створити нову перспективу та можливості для молитовних будинків, щоб зробити внесок у трансформацію індійської громади. План зосереджувався на 4 аспектах: визначенні основних проблем, реалізації потенціалу кожної дитини, покращенні засобів до існування та добробуту та вирішенні соціальних проблем, особливо для категорії B40 (найбідніші 40 % домогосподарств) протягом наступних 10 років (від 2017 року). Для моніторингу та реалізації плану було створено спеціальний підрозділ — відділ соціально-економічного розвитку індійської громади при департаменті прем'єр-міністра. Також було створено фонд у розмірі 500 мільйонів рингітів для допомоги малим підприємцям і покращення їх економічного статусу.
Проєкт мав на меті досягти наступного:
- Покращенню рівня доходу та багатства для IB40
- Покращення рівня освіти, усунення міжетнічних розривів
- Посилення соціальної інтеграції індійської громади Малайзії